# Иван Илиев (Вервие)
Вижте пояснителната страница за други личности с името Иван Илиев.
Иван Илиев (на френски: Yvan Ylieff) е белгийски политик от Социалистическата партия.

## Биография
Илиев е роден през 1941 година във Вервие, Белгия, в семейство на български емигранти. Баща му Иван Илиев Бръстинков, е роден в село Превала, Фердинандско. След потушаването на Септемврийското въстание от 1923 година, той емигрира през Югославия за Франция и Белгия, където остава да живее. Там се жени за французойката Жана и имат 5 деца, от които 3 сина – Иван Илиев, Кристиян Илиев и Михаел Илиев.
Иван Илиев завършва история, след което се занимава с политика.
През 1973 година е избран за кмет на Дизон и остава на поста до 2018 година. От 1974 до 1995 година е депутат в Камарата на представителите. През 1988 – 1989 година е министър на националното образование на Белгия, а през 1989 – 1992 година – министър на културата и висшето образование в правителството на Френската общност. През 1995 – 1999 година отново е федерален министър на научните изследвания. От 1999 до 2003 година е правителствен комисар по научните въпроси.